# Precinct de Du Quoin No. 7
Le precinct de Du Quoin n° 7 est un precinct électoral du comté de Perry dans l'Illinois, aux États-Unis. En 2010, ce precinct comptait une population de 923 habitants.